# Cidariplura nigristigmata
Cidariplura nigristigmata là một loài bướm đêm trong họ Noctuidae.